# Онсаг
Онсаг (фр. Ansacq) насеље је и општина у североисточној Француској у региону Пикардија, у департману Оаза која припада префектури Клермон.
По подацима из 2011. године у општини је живело 273 становника, а густина насељености је износила 32,5 становника/km². Општина се простире на површини од 8,4 km². Налази се на средњој надморској висини од 120 метара (максималној 151 m, а минималној 60 m).

## Демографија
| 1962. | 1968. | 1975. | 1982. | 1990. | 1999. | 2011. |
| ----- | ----- | ----- | ----- | ----- | ----- | ----- |
| 98    | 103   | 88    | 135   | 228   | 263   | 273   |

График промене броја становника у току последњих година